# 长潭水库 (浙江省)
长潭水库位于中国浙江省台州市黄岩区西郊，坝址位于北洋镇长潭村，是以灌溉为主，兼有防洪、供水、发电、养殖等功能的大（二）型水库。
长潭水库四面环山，北侧、西侧为括苍山，南侧为北雁荡山，东侧经长潭山与伏虎山之间的深长峡谷通往近温黄平原，其地原为乌潭镇，坝址附近有一个长约八百米，深约三十米的叫“长潭”的深潭。以前，因永宁江上游常爆发山洪，而下游沿海地区则常被咸潮侵袭，故决定在永宁江上游修建一座大型水库，1958年3月开始勘探，1958年10月1日正式开工兴建，1960年2月21日大坝合拢。灌溉渠道工程在1961年1月25日动工，7月基本完成。七条主要干渠遍布黄岩平原地带。电站于1962年8月至1967年6月建成。